# دم‌خاری سینه‌خاکستری
دم‌خاری سینه‌خاکستری (نام علمی: Synallaxis hypospodia) گونه‌ای از پرندگان در زیرتیرهٔ Furnariinae از تیرهٔ تنورمرغان (Furnariidae) است. در بولیوی، برزیل، پاراگوئه و پرو یافت می‌شود.